# SWOT-анализ
SWOT-анализ — метод анализа, заключающийся в выявлении факторов внутренней и внешней среды организации и разделении их на четыре категории:
- Strengths (сильные стороны),
- Weaknesses (слабые стороны),
- Opportunities (возможности),
- Threats (угрозы).

Сильные (S) и слабые (W) стороны являются факторами внутренней среды объекта анализа, (то есть тем, на что сам объект способен повлиять); возможности (O) и угрозы (T) являются факторами внешней среды (то есть тем, что может повлиять на объект извне и при этом не контролируется объектом). Например, предприятие управляет собственным торговым ассортиментом — это фактор внутренней среды, но законы о торговле не подконтрольны предприятию — это фактор внешней среды.
Объектом SWOT-анализа может быть не только организация, но и другие социально-экономические объекты: отрасли экономики, города, государственно‑общественные институты, научная сфера, политические партии, некоммерческие организации (НКО), отдельные специалисты, персоны и т. д.

## Визуальное представление
Аббревиатура SWOT может быть представлена визуально в виде таблицы:
|                  | Положительное влияние                                                                           | Отрицательное влияние                                                        |
| Внутренняя среда | Strengths (свойства проекта или коллектива, дающие преимущества перед другими в отрасли)        | Weaknesses (свойства, ослабляющие проект)                                    |
| Внешняя среда    | Opportunities (внешние вероятные факторы, дающие дополнительные возможности по достижению цели) | Threats (внешние вероятные факторы, которые могут осложнить достижение цели) |

4 элемента SWOT-анализа в матрице 2×2

## История
Акроним SWOT был впервые введён в 1963 году в Гарварде на конференции по проблемам бизнес-политики профессором Кеннетом Эндрюсом (англ. Kenneth Andrews).
В 1965 году четыре профессора Гарвардского университета — Леранед (англ. Leraned), Кристенсен (англ. Christensen), Эндрюс (англ. Andrews) и Гут (англ. Guth) — предложили технологию использования SWOT-модели для разработки стратегии поведения фирмы. Была предложена схема LCAG (по начальным буквам фамилий авторов), которая основана на последовательности шагов, приводящих к выбору стратегии.

## Преимущества и недостатки метода
SWOT-анализ эффективен при осуществлении начальной оценки текущей ситуации, однако он не может заменить выработку стратегии или качественный анализ динамики.
Сильные стороны SWOT-анализа:
- Это универсальный метод, который применим в самых разнообразных сферах экономики и управления. Его можно адаптировать к объекту исследования любого уровня (продукт, предприятие, регион, страна и пр.).
- Это гибкий метод со свободным выбором анализируемых элементов в зависимости от поставленных целей (например, можно анализировать город только с точки зрения туризма или только с точки зрения работы транспорта и т. д.).
- Может использоваться как для оперативной оценки, так и для стратегического планирования на длительный период.
- Использование метода, как правило, не требует специальных знаний и наличия узкопрофильного образования.

Недостатки:
- SWOT-анализ показывает только общие факторы. Конкретные мероприятия для достижения поставленных целей надо разрабатывать отдельно.
- Зачастую при SWOT-анализе происходит лишь перечисление факторов без выявления основных и второстепенных, без детального анализа взаимосвязей между ними.
- Анализ даёт в большей степени статичную картинку, чем видение развития в динамике.
- Результаты SWOT-анализа, как правило, представлены в виде качественного описания, в то время как для оценки ситуации часто требуются количественные параметры.
- SWOT-анализ является довольно субъективным и чрезвычайно зависит от позиции и знаний того, кто его проводит.
- Для качественного SWOT-анализа необходимо привлечение больших массивов информации из самых разных сфер, что требует значительных усилий и затрат.

## Применение
Задача SWOT-анализа — дать структурированное описание ситуации, относительно которой нужно принять какое-либо решение. Выводы, сделанные на его основе, носят описательный характер без рекомендаций и расстановки приоритетов.
Для более полной отдачи от метода используется также построение вариантов действий, основанных на пересечении полей. Для этого последовательно рассматривают различные сочетания факторов внешней среды и внутренних свойств компании. Рассматриваются все возможные парные комбинации и выделяются те, что должны быть учтены при разработке стратегии.
- Поле СИВ показывает, какие сильные стороны необходимо использовать, чтобы получить отдачу от возможностей во внешней среде.
- Поле СЛВ показывает, за счет каких возможностей внешней среды организация сможет преодолеть имеющиеся слабости.
- Поле СИУ показывает, какие силы необходимо использовать для устранения угроз.
- Поле СЛУ показывает, от каких слабостей необходимо избавиться, чтобы попытаться предотвратить угрозу.

|                 | Возможности | Угрозы |
| Сильные стороны | СИВ         | СИУ    |
| Слабые стороны  | СЛВ         | СЛУ    |

Поскольку SWOT-анализ в общем виде не содержит экономических категорий, его можно применять к любым организациям, отдельным людям и странам для построения стратегий в самых различных областях деятельности.